# Олмето (Л'Аквила)
Олмето (итал. Olmetto) је насеље у Италији у округу Л'Аквила, региону Абруцо.
Према процени из 2011. у насељу је живело 114 становника. Насеље се налази на надморској висини од 666 м.